# Farasfaj
Farasfaj (farsi فرسفج) è una cittadina dello shahrestān di Tuyserkan, circoscrizione di Farasfaj, nella provincia di Hamadan. Aveva, nel 2006, una popolazione di 1.608 abitanti.

## Monumenti e luoghi d'interesse
- Il caravanserraglio Farasfaj Shah Abbasi[2], costruito tra il 1585 e il 1616 in stile safavide, che copre un'area di 4000 m² [3]. Durante il periodo dello shah Abbas I Safavi, furono costruite molte strade per facilitare i viaggi e il commercio, e vennero eretti di conseguenza molti caravanserragli in tutto il paese. La distanza tra uno e l'altro era di un manzel (la distanza percorsa da una carovana in una giornata di viaggio)[4].
- Vicino a Farasfaj, a 20 km da Tuyserkan, c'è un ponte safavide dello stesso periodo, sul fiume Gholgholrud.